# Douarnenez
Douarnenez è un porto bretone, comune francese di 15 452 abitanti situato nel dipartimento del Finistère nella regione della Bretagna. In lingua bretone, il suo nome significa territorio dell'isola (Douar an enez). E dovuto all'isola Tristan, di fronte alla città, dove regnò il crudele signore de La Fontenelle alla fine del XVI secolo.
L'isola dista 50 metri dalla costa e con la bassa marea è raggiungibile a piedi.
Douarnenez deve la sua fortuna, in epoca medievale, all'attività di esportazione delle tele da vela, in particolare quelle tessute a Locronan/Lokorn.
Nel XIX secolo Douarnenez era famosa anche per la pesca della sardina e l'industria conserviera del pesce.
Nel 1945 il Comune di Douarnenez si è ingrandito per la fusione coi comuni limitrofi di Ploaré, Pouldavid-sur-mer e Tréboul.

## Società

### Evoluzione demografica
Secondo il censimento del 2011, Douarnenez conta 14 815 abitanti, un dato che segna una diminuzione di circa il 7% rispetto al precedente conteggio del 1999. L'evoluzione del numero di abitanti è noto, attraverso i vari censimenti a partire dal 1793. In base alle serie storiche si conosce che la massima popolazione è stata raggiunta nel 1946 (20.456 abitanti) quando si ebbe la fusione in un unico comune di quattro cittadine Douarnenez, Ploaré, Tréboul et Pouldavid.
Abitanti censiti

## Amministrazione

### Gemellaggi
- Falmouth
- Rashidieh

## Storia

### Antichità
All'epoca gallo-romana la regione era abitata dalla tribù gallica degli Osismi e il porto situato nel territorio dell'attuale città aveva probabilmente una certa importanza come è testimoniato da numerosi reperti archeologici ritrovati. Lungo la riva destra del Pouldavid, a Plomarc'h e in altri luoghi sono stati inoltre scoperti i resti di numerosi stabilimenti per la salatura delle sardine e per la produzione del garum, una salsa a base di interiora di pesce e pesce salato usata dai romani come condimento.

## Monumenti e luoghi d'interesse

### Siti naturali
- L'isola Tristan in alcuni periodi di bassa marea è accessibile a piedi. L'isola è gestita dal Conservatoire du littoral, e può essere visitata solo grazie a un'autorizzazione[2]. Ospita un giardino di piante esotiche con 358 specie floreali diverse e alcuni specie animali protette.
- Les Plomarc'h, è un sito naturale protetto di 20 ettari, acquistato dal Comune di Douarnenez, dal dipartimento del Finistère et dal Conservatoire du littoral.